# Günter Mehnert
Günter Mehnert (* 11. Juli 1930 in Helmsdorf; † 21. Februar 1998) war ein deutscher Drehbuchautor.
Günter Mehnert war ab Anfang der 1960er Jahre als Drehbuchautor des DDR-Filmunternehmens DEFA tätig. 1979 begrüßte er als Präsident die Gäste des ersten Kinderfilm-Festivals Goldener Spatz. Im selben Jahr wurde er mit dem Nationalpreis der DDR ausgezeichnet. Bis 1987 wirkte er insgesamt bei 24 Produktionen mit.  

## Filmografie (Auswahl)
- 1963: Geheimnis der 17
- 1964: Die Suche nach dem wunderbunten Vögelchen
- 1964: Als Martin vierzehn war
- 1966: Spur der Steine
- 1967: Der Revolver des Corporals
- 1969: Im Himmel ist doch Jahrmarkt
- 1972: Euch werd ich’s zeigen
- 1975: Polizeiruf 110: Zwischen den Gleisen
- 1983: Die Schüsse der Arche Noah
- 1987: Polizeiruf 110: Zwei Schwestern